# Paguristes
Paguristes is een geslacht van heremietkreeften en bevat de volgende soorten:
- Paguristes angustitheca
- Paguristes anomalus Bouvier, 1918
- Paguristes bakeri Holmes, 1900
- Paguristes cadenati Forest, 1954
- Paguristes calliopsis
- Paguristes erythrops Holthuis, 1959
- Paguristes frontalis (H. Milne-Edwards, 1836)
- Paguristes grayi J. E. Benedict, 1901
- Paguristes hernancortezi McLaughlin and Provenzano, 1974
- Paguristes hewatti Wass, 1963
- Paguristes hummi Wass, 1955
- Paguristes inconstans McLaughlin and Provenzano, 1974
- Paguristes invisisacculus McLaughlin and Provenzano, 1974
- Paguristes lapillatus
- Paguristes laticlavus McLaughlin and Provenzano, 1974
- Paguristes limonensis McLaughlin and Provenzano, 1974
- Paguristes lymani A. Milne-Edwards and Bouvier, 1893
- Paguristes moorei J. E. Benedict, 1901
- Paguristes oxyophthalmus Holthuis, 1959
- Paguristes paraguanensis
- Paguristes parvus Holmes, 1900
- Paguristes perplexus
- Paguristes puncticeps J. E. Benedict, 1901
- Paguristes sericeus A. Milne-Edwards, 1880
- Paguristes spinipes A. Milne-Edwards, 1880
- Paguristes starcki Provenzano, 1965
- Paguristes starki Provenzano, 1965
- Paguristes tenuirostris
- Paguristes tortugae Schmitt, 1933
- Paguristes triangulatus A. Milne-Edwards and Bouvier, 1893
- Paguristes turgidus (Stimpson, 1856)
- Paguristes ulreyi Schmitt, 1921
- Paguristes wassi Provenzano, 1961